# ×Leydeum
× Leydeum là một chi thực vật có hoa trong họ Hòa thảo (Poaceae).

## Loài
Chi × Leydeum gồm các loài: